# Leucostethus
Leucostethus – rodzaj płazów bezogonowych z podrodziny Colostethinae w rodzinie drzewołazowatych (Dendrobatidae).

## Zasięg występowania
Rodzaj obejmuje gatunki występujące w południowej Kolumbii, Ekwadorze i Peru, na wysokości od 340 do 870 m n.p.m.

## Systematyka

### Etymologia
Leucostethus: gr. λευκος leukos „biały”; στηθος stēthos „pierś, klatka piersiowa”.

### Podział systematyczny
Do rodzaju należą następujące gatunki:
- Leucostethus alacris (Rivero & Granados-Díaz, 1990)
- Leucostethus argyrogaster Morales & Schulte, 1993)
- Leucostethus bilsa Vigle, Coloma, Santos, Hernandez-Nieto, Ortega-Andrade, Paluh & Read, 2020
- Leucostethus brachistriatus (Rivero & Serna, 1986)
- Leucostethus dysprosium (Rivero & Serna, 2000)
- Leucostethus fraterdanieli (Silverstone, 1971)
- Leucostethus fugax (Morales & Schulte, 1993)
- Leucostethus jota Marín-Castaño, Molina-Zuluaga & Restrepo, 2018
- Leucostethus ramirezi (Rivero & Serna, 2000)
- Leucostethus siapida Grant & Bolívar-García, 2021
- Leucostethus yaguara (Rivero & Serna, 1991)